# Salah Bakour
Salah Bakour (ur. 15 kwietnia 1982 w Rouen) – algierski piłkarz występujący na pozycji obrońcy.

## Kariera klubowa
Bakour urodził się we Francji jako syn algierskich imigrantów. Jako junior grał w klubach Cosmo Taverny, Red Star 93, AJ Auxerre oraz SM Caen, do którego juniorskiej ekipy trafił w 1999 roku. W 2001 roku został włączony do jego pierwszej drużyny. 3 marca 2001 w zremisowanym 2:2 meczu z Nîmes Olympique zadebiutował w Ligue 2. W 2004 roku awansował z klubem do Ligue 1. W tych rozgrywkach pierwszy mecz zaliczył 11 września 2004 przeciwko RC Lens (1:0). 30 października 2004 w zremisowanym 1:1 meczu ze Stade Rennais zdobył pierwszą bramkę w trakcie gry w Ligue 1. W 2005 roku spadł z zespołem do Ligue 2. Wówczas odszedł z Caen.
Latem 2005 roku został graczem również drugoligowego FC Istres. Spędził tam dwa sezony, w ciągu zagrał w 43 ligowych meczach Istres. W 2007 roku przeszedł do belgijskiego KV Kortrijk, grającego w drugiej lidze. W 2008 roku awansował z nim do ekstraklasy. Bakour zadebiutował w niej 18 października 2008 w przegranym 0:2 spotkaniu z KSC Lokeren. Następnie grał w rezerwach FC Rouen i AS Beauvais Oise.

## Kariera reprezentacyjna
Bakour rozegrał jedno spotkanie w reprezentacji Algierii. Było to towarzyski mecz przeciwko Chinom (0:1), rozegrany 28 kwietnia 2004.